# 瓦西里·伊格納堅科
瓦西里·伊萬諾維奇·伊格納堅科（俄語：Василь Іванович Ігнатенко；1961年3月13日—1986年5月13日），蘇聯消防員，也是車諾比核災的第一批救援人員之一。
他曾擔任電工，後來於1980年應徵入伍蘇聯武裝部隊，並在那裡擔任了兩年的軍事消防員。隨後，他在普里皮亞季的第6軍事消防隊擔任準軍事消防員。1986年4月26日，伊格納堅科的消防隊參與了車諾比核災的處置工作；撲滅車諾比核電廠4號反應爐首次爆炸後引發的火災。在現場，伊格納堅科受到了高劑量的輻射，導致他在18天後於莫斯科一家放射醫院死亡。

## 生平
1961年3月13日，瓦西里·伊凡諾維奇·伊格納堅科出生於白俄羅斯蘇維埃社會主義共和國戈梅利地區布拉欣區的集體農場。他是塔蒂亞娜·彼得羅夫娜·伊格納堅科和伊凡·塔拉索維奇·伊格納堅科的第三個孩子。塔蒂亞娜·伊格納堅科（Tatiana Ignatenko）是一名集體農場的田間工作人員，伊凡·伊格納堅科（Ivan Ignatenko）是一名拖拉機司機，後來成為卡車司機，他們於1958年結婚。伊格納堅科有一個姊姊柳德米拉、一個弟弟尼可拉和一個妹妹娜塔莎。
伊格納堅科完成必修的10門課程後，進入戈梅利電機工程職業學校，學習成為一名電工。1978年畢業後，他被分配到博布魯伊斯克的一家機械化肥機械廠工作。伊格納堅科在工廠擔任電工兩年，之後被徵召入伍。
瓦西里·伊萬諾維奇·伊格納堅科憑藉消防訓練和經驗，在普里皮亞季受僱成為準軍事消防局僱員，普里皮亞季是內政部的一個消防組織，雖然身穿制服，但人員由平民組成。他很快就搬進了市消防局的一間公寓，開始了為期四年的服務期。
在第6軍事消防隊服役期間，他晉升為高級中士，並成為一名班長。他也繼續積極從事射擊運動，並成為該旅的冠軍。

## 死亡
伊格納堅科最初在普里皮亞季住院，但隨著人們開始了解災難的嚴重程度，所有受到輻射暴露的消防員和工廠人員都通過公路疏散到基輔附近的波里斯皮爾國際機場，然後乘飛機飛往莫斯科。他和其他人被送往第六醫院，這是中型機械工業部（蘇聯國家核能機構）和全蘇物理研究所運營的醫院，該研究所設有專門的放射科 。為了減輕急性放射病的影響，伊格納堅科於1986年5月2日接受了骨髓移植，捐贈者是他的姐姐。伊格納堅科的妹妹娜塔莎為更合適的捐贈候選人，於4月28日通過電報被召至莫斯科，但由於娜塔莎當時只有13歲，伊格納堅科出於對她健康的擔憂而拒絕。醫生希望這次手術能提高白血球數量，因為輻射暴露導致白血球數量急劇下降，導致他極易受到感染。
雖然伊格納堅科在手術後康復了，但骨髓移植手術並未達到預期的效果，他的病情持續惡化。隨著消化系統和呼吸系統不斷惡化，他出現了脫髮和皮膚壞死的情況。5月4日，伊格納堅科已經無法站立。由於免疫系統受損而引起的感染最終導致器官衰竭。1986年5月13日上午11點20分，瓦西里·伊萬諾維奇·伊格納堅科去世。

## 後續
由於事故發生時，伊格納堅科的妻子柳德米拉懷孕（女兒），因此有人推測，女兒的死亡是受到輻射而導致的。1996年的一次採訪中，柳德米拉說她的孩子「承受了整個放射性衝擊 [...] 她就像避雷針一樣」  。然而烏克蘭醫療急救員Alla Shapiro在2019年接受《浮華世界》雜誌採訪時表示，這種看法是錯誤的，一旦伊格納堅科洗完澡並脫下受污染的衣服，他就不會對他人構成危險，從而排除了這種可能性。直接參與車諾比核災輻射患者治療的美國血液學家羅伯特·彼得·蓋爾也寫道，受害者本身並不具有放射性，因此不會對他人構成輻射危險，儘管在災難發生時人們並不知道這一點。